# USS Truxtun (CGN-35)
«Тракстан» (англ. CGN-35 Truxtun) — атомный ракетный крейсер флота США. Являлся атомной версией ракетных крейсеров типа «Белкнап», основная задача — обеспечение ПВО авианосных соединений. Построен специально для взаимодействия с атомным авианосцем «Энтерпрайз». До 1975 года классифицировался как атомный фрегат (атомный лидер эсминцев — англ. destroyer leader) УРО.

## История создания
Третий по счету атомный крейсер УРО ВМС США «Тракстан» (USS Truxtun, CGN-35) заложен 17 июня 1963 года на верфи New York Shipbuilding Corporation в Кэмдене, штат Нью-Джерси.
Корабль назван в честь коммодора ВМС США Томаса Тракстана.
Спущен на воду 19 декабря 1964 года («крестными матерями» корабля стали миссис Кирби Тэппан и миссис Скотт Умстед), вошёл в строй 27 мая 1967 года (первый командир — капитан 1 ранга Дэвид Уорк). Первоначально классифицированный как атомный ракетный лидер эсминцев (англ. «destroyer leader»), в 1975 году переклассифицирован в атомный крейсер УРО.
Имея водоизмещение чуть более 8500 тонн, «Тракстан» стал самым маленьким кораблем с атомной энергетической установкой в истории ВМС США.

## Конструкция
Конструктивно крейсер (первоначально классифицировашийся как ракетный лидер эсминцев — DLGN) «Тракстан» повторял проект крейсеров типа «Белкнап», оснащенных паротурбинной энергетической установкой. В отличие от последних, на крейсере «Тракстан» были установлены 2 атомных реактора типа D2G фирмы «Дженерал Электрик». Аналогичные реакторы устанавливались на крейсерах типов «Бэйнбридж», «Вирджиния» и «Калифорния». Установка ЭУ нового типа вызвала изменения в размерах — атомный крейсер (на момент проектирования и постройки — ракетный лидер эсминцев) стал на 5,2 м длиннее и на 0,91 м шире своих собратьев типа «Белкнап». Осадка также возросла на 0,61 м, а водоизмещение — на 1200 тонн.
Ракетный лидер «Тракстан» (DLGN-35) вошёл в строй с вооружением, состоящим из 127-мм артиллерийской установки Mark 42 в носовой части, на квартердеке размещалась установка Mk 10 для ракет RIM-2 Terrier (впоследствии система Terrier заменена более современными ракетами RIM-67A Standard)/
Артиллерийское вооружение дополняли две спаренные 76-мм пушки, в 1980 году заменённые на ПУ ПКР «Гарпун». Противолодочное вооружение изначально предусматривало использование беспилотного летательного аппарата DASH, но в 1971 году ангар был приспособлен для базирования вертолётов SH-2 Seasprite.

## Модернизации
В середине 1980-х годов крейсер прошёл модернизацию, в ходе которой были установлены две новые АУ Mark 15 Phalanx CIWS и новое электронно-вычислительное оборудование.